# Witte vlierschorszwam
De witte vlierschorszwam (Lyomyces sambuci) is een paddenstoel uit de familie Corticiaceae. Hij leeft saprotroof op dode stammen en takken. Hij komt meestal voor op vlier (Sambucus), soms op ander loofhout, zelden op naaldhout of kruiden, in struwelen, parken en aan bosranden, vaak op voedselrijke, verruigde plekken.

## Kenmerken
De vruchtlichamen zijn meerjarig. Ze liggen volledig op de ondergrond en zitten er stevig aan vast. Ze zijn wit tot crème van kleur en vormen vlakken tot enkele vierkante decimeters. Later krijgen ze een dunne korst, waardoor ze van een afstandje op een kalklaag lijken. Het oppervlak is echter hobbelig tot licht wrattig. Bovendien is het dof en enigszins gebarsten als het droog is.
De sporen zijn hyaliene, ellipsvormig van vorm en bevatten één tot drie druppels olie. Ze zijn 4,5–7 × 3–4 groot.

## Ecologie
De witte vlierschorszwam komt in vrijwel alle plantengemeenschappen voor. Hij kan worden gevonden in bossen en wouden, maar ook in bosjes, bosranden, struiken, bermen, parken en andere biotopen.
De schimmel leeft als saprobiont op hout en schors. Hij koloniseert stammen en takken van levende en dode bomen en struiken, evenals liggende stammen, takken en twijgen. Soms is het zelfs te vinden op stengels van vaste planten en grassen van vorig jaar. De gekoloniseerde substraten vertonen een opmerkelijk spectrum, waarbij vlier in het bijzonder de voorkeur heeft. Naast andere loofbomen komt de schimmel ook voor op coniferen en struiken. Bovendien groeit hij zelden op andere substraten zoals biezen, houtige kruidenstengels of andere paddenstoelen.
De witte vlierschorszwam is hij hele jaar door te vinden.

## Verspreiding
De witte vlierschorszwam is waarschijnlijk verspreid over alle continenten waar hij voorkomt in de pan-gematigde tot tropische streken. De schimmel komt zowel in het Holarctisch gebied als in Taiwan, Australië en Nieuw-Zeeland voor. In het Holarctisch gebied heeft hij een submeridionale tot gematigde verspreiding. Zo is het te vinden in Noord-Amerika (VS, Bermuda), Europa (inclusief Azoren), Noord-Afrika en Noord-Azië (Siberië, Altaj).
In Europa strekt het gebied zich uit van Frankrijk en Italië over Midden-Europa tot de Hebriden en Scandinavië en in het oosten tot Oekraïne. In Duitsland is de schimmel ook wijdverbreid aan de kust en op de eilanden. In de Alpen is hij te vinden tot een hoogte van 1.500 meter.
In Nederland komt de witte vlierschorszwam zeer algemeen voor. Hij staat niet op de rode lijst en is niet bedreigd.

## Taxonomie
In 2011 is deze soort door Ruggel in het geslacht Xylodon ingedeeld.